# AOF Center Sjælland Syd
AOF Center Sjælland Syd var en almennyttig folkeoplysende forening, dannet i forbindelse med en større strukturændring i AOF over hele landet, og dækkede 9 kommuner: Slagelse, Næstved, Sorø, Vordingborg, Ringsted, Fakse,
Stevns, Guldborgsund og Lolland. Hovedkontoret lå i Næstved.
AOF Center Sjælland Syd’s aktivitetsområder var arbejdsmarkeds-,  uddannelses- og sundhedsrettet aktivitet for kommunale jobcentre, sundheds-afdelinger, virksomheder og organisationer og har ageret som Anden Aktør siden slutningen af 1990’erne samt organisering af områdets AOF-aftenskoler (som dog er selvstændige enheder under centerstrukturen).
AOF Center Sjælland Syd er nu sammenlagt med AOF Center Sjælland Nord til det Nye AOF Center Sjælland der dækker begge de to tidligere centres områder. 